# Шляпочный гриб

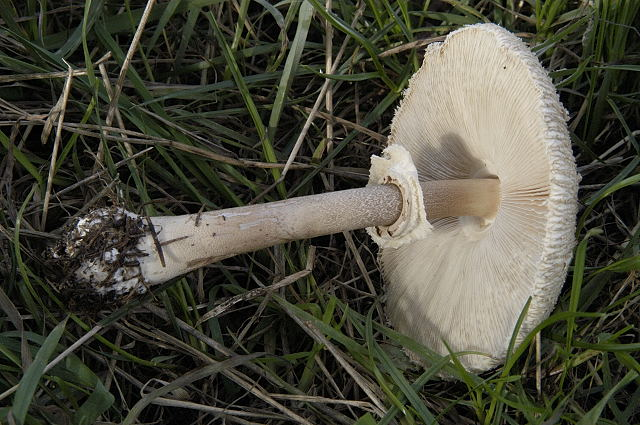
Гриб-зонтик пёстрый

Шля́почный гриб — сборное понятие, обозначающее плодовое тело, имеющее определённые внешние признаки: гриб, состоящий из шляпки и ножки.
Различают формы шляпочных плодовых тел по расположению ножки относительно шляпки:
- Центральные — ножка соединена с центром шляпки;
- Эксцентричные — ножка находится не в центре шляпки;
- Боковые — ножка соединена с краем шляпки.

К шляпочным грибам обычно относят и плодовые тела, не имеющие ножки, — сидячие. Они прикрепляются к субстрату боковой частью, анатомия же их не отличается от строения шляпок.
Однако в справочниках часто описываются как шляпконожечные грибы совсем другого строения, внешне схожие со шляпочными — апотеции некоторых аскомицетов (из семейств моршелловых и гельвелловых) и грибы-гастеромицеты с фаллюсовидными плодовыми телами. Такие грибы имеют ножкоподобное основание, часто полое, тонкостенное или пористое и шляпку округлой или конической формы с ячеистой или мозговидной поверхностью или в форме неправильных лопастей.

## Шляпочные грибы

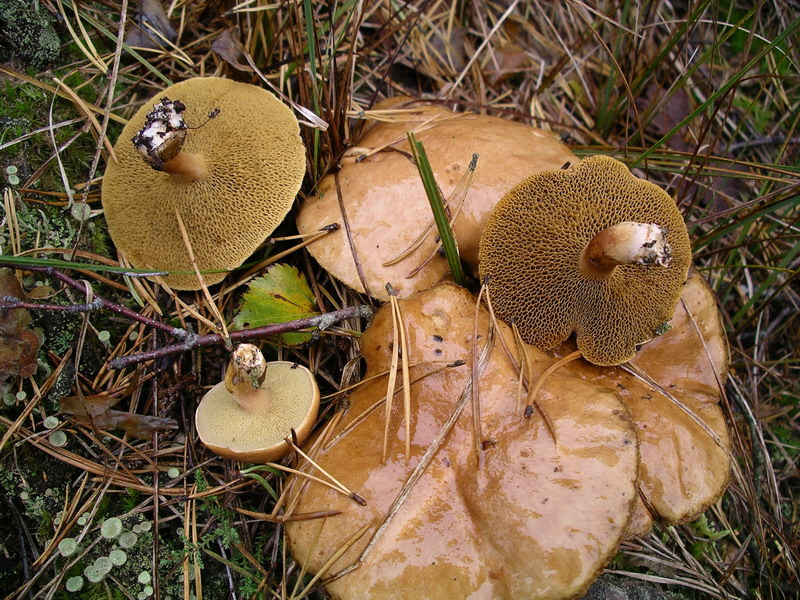
Центральные (козляк)
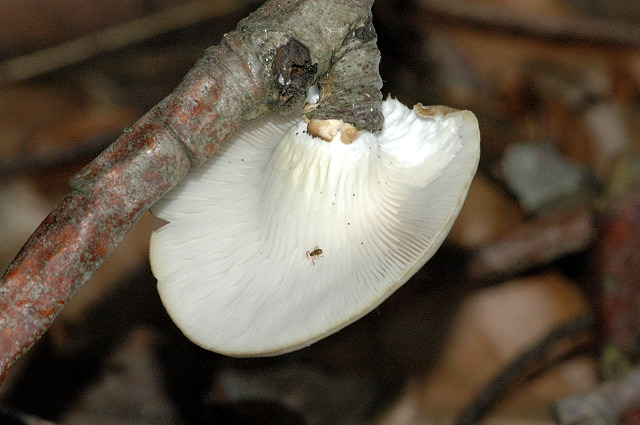
Эксцентричное (Pleurotus dryinus)
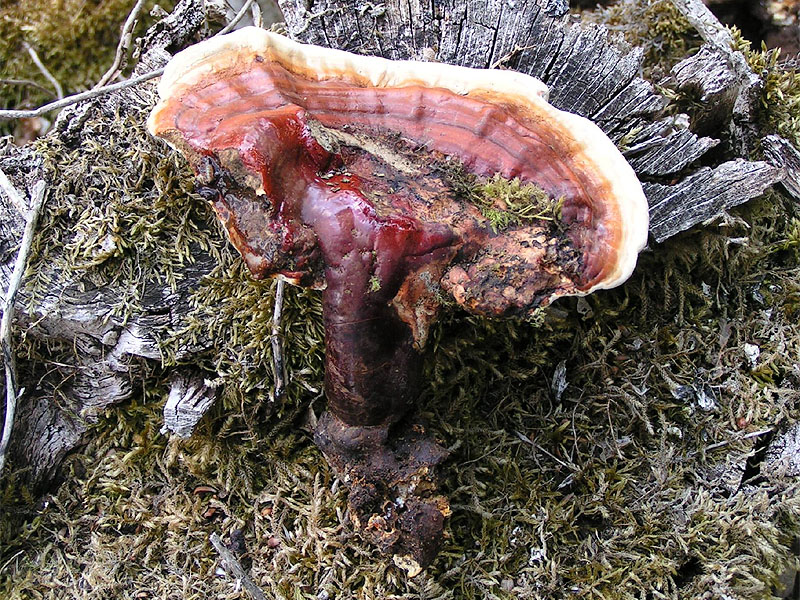
Боковое (трутовик лакированный)
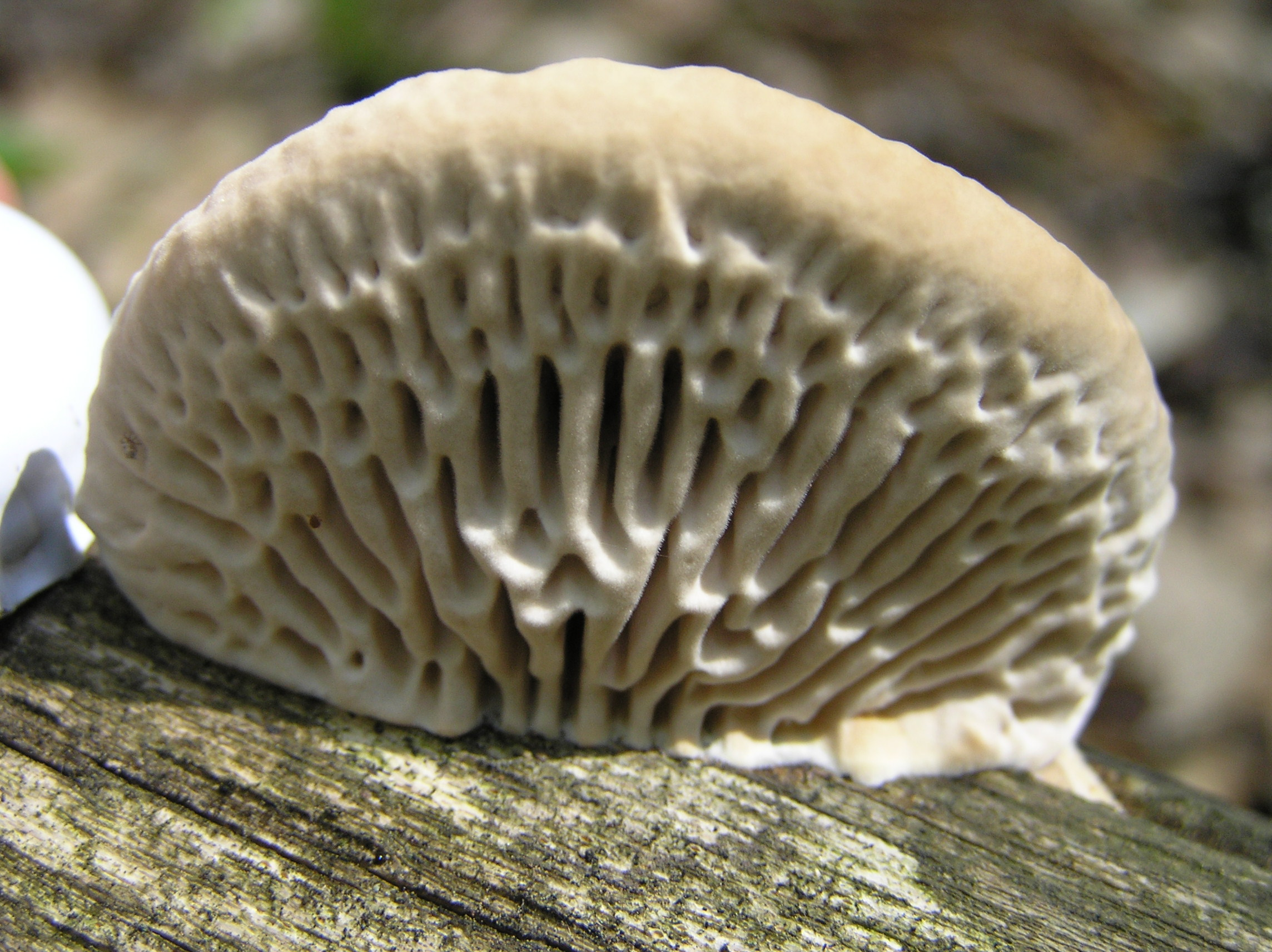
Сидячее (дубовая губка)
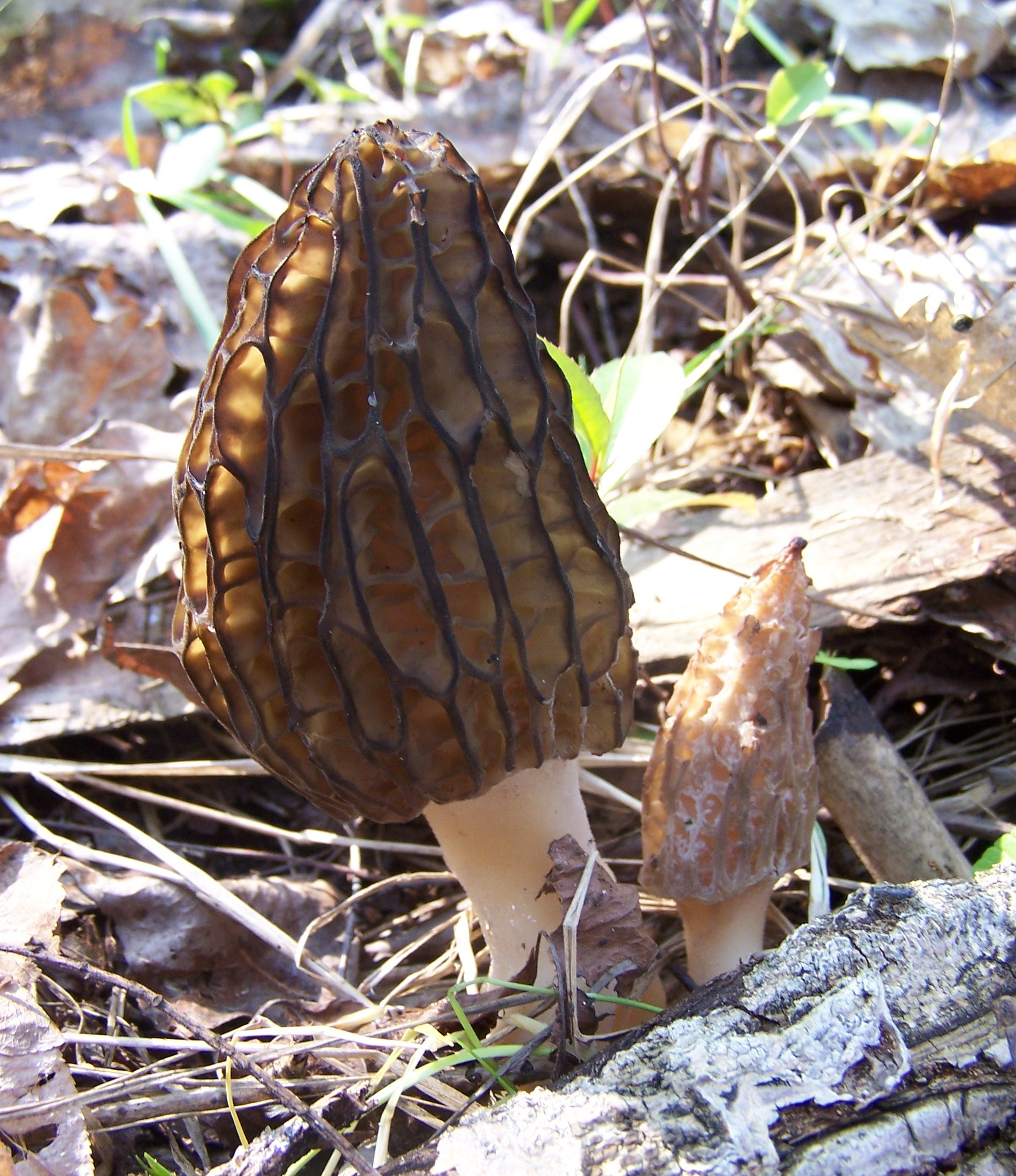
Апотеций сморчка конического
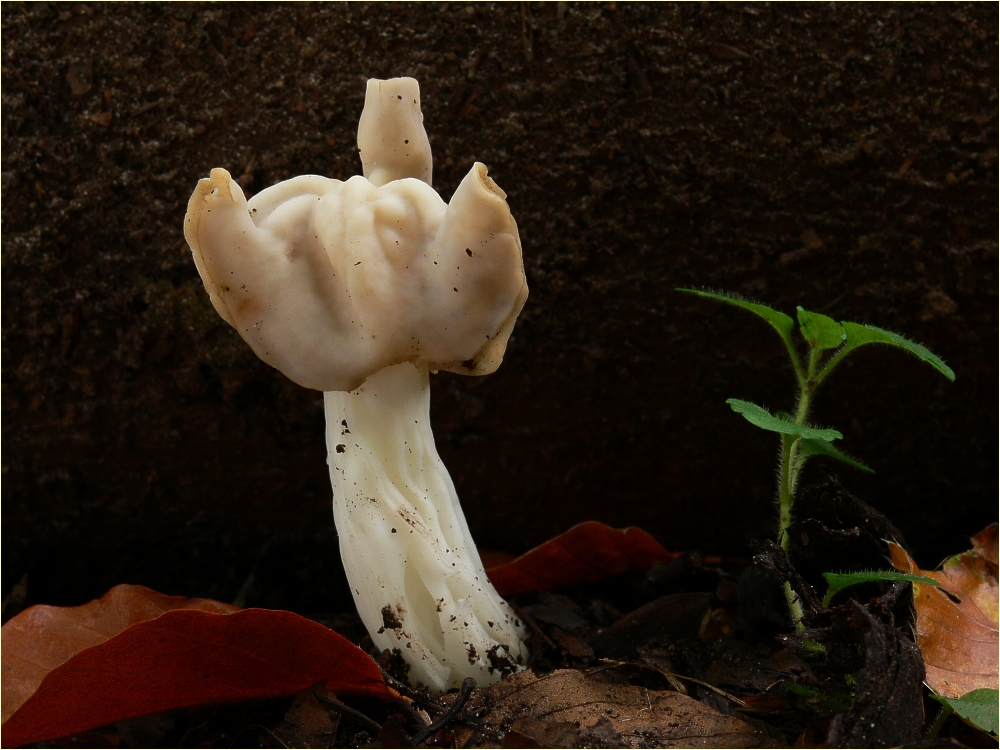
Апотеций лопастника курчавого
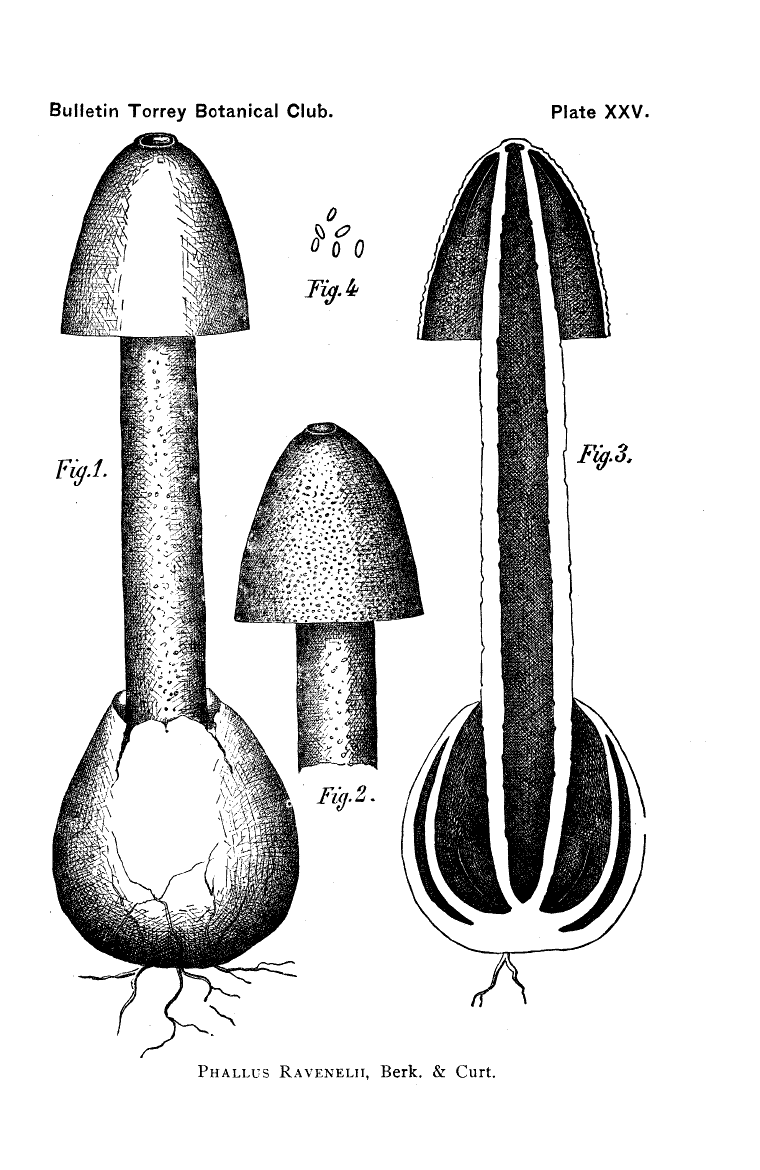
Строение плодового тела весёлки Равенеля